# Seznam guvernerjev Kansasa
Seznam guvernerjev Kansasa.

## Seznam
| #  | Guverner                       | Mandat    | Namestnik guvernerja          | Mandat    |
| -- | ------------------------------ | --------- | ----------------------------- | --------- |
| 1  | Charles Robinson[1] (R)        | 1861–1863 | Joseph Pomeroy Root[2] (R)    | 1861–1863 |
| 2  | Thomas Carney (R)              | 1863–1865 | Thomas Andrew Osborn (R)      | 1863–1865 |
| 3  | Samuel Johnson Crawford[3] (R) | 1865–1868 | James McGrew (R)              | 1865–1867 |
| 3  | Samuel Johnson Crawford[3] (R) | 1865–1868 | Nehemiah Green (R)            | 1867–1868 |
| 4  | Nehemiah Green (R)             | 1868–1869 |                               |           |
| 5  | James Madison Harvey (R)       | 1869–1873 | Charles Vernon Eskridge (R)   | 1869–1871 |
| 5  | James Madison Harvey (R)       | 1869–1873 | Peter Percival Elder (R)      | 1871–1873 |
| 6  | Thomas Andrew Osborn (R)       | 1873–1877 | Elias Sleeper Stover (R)      | 1873–1875 |
| 6  | Thomas Andrew Osborn (R)       | 1873–1877 | Melville Judson Salter[3] (R) | 1875–1877 |
| 7  | George Tobey Anthony (R)       | 1877–1879 | Melville Judson Salter[3] (R) | 1875–1877 |
| 7  | George Tobey Anthony (R)       | 1877–1879 | Lyman Underwood Humphrey (R)  | 1877–1881 |
| 8  | John Pierce St. John (R)       | 1879–1883 | Lyman Underwood Humphrey (R)  | 1877–1881 |
| 8  | John Pierce St. John (R)       | 1879–1883 | David Wesley Finney (R)       | 1881–1885 |
| 9  | George Washington Glick (D)    | 1883–1885 | David Wesley Finney (R)       | 1881–1885 |
| 10 | John Alexander Martin (R)      | 1885–1889 | Alexander Pancoast Riddle (R) | 1885–1889 |
| 11 | Lyman Underwood Humphrey (R)   | 1889–1893 |                               |           |
| 12 | Lorenzo D. Lewelling (P)       | 1893–1895 |                               |           |
| 13 | Edmund Needham Morrill (R)     | 1895–1897 |                               |           |
| 14 | John W. Leedy (P)              | 1897–1899 |                               |           |
| 15 | William Eugene Stanley (R)     | 1899–1903 |                               |           |
| 16 | Willis Joshua Bailey (R)       | 1903–1905 |                               |           |
| 17 | Edward Wallis Hoch (R)         | 1905–1909 |                               |           |
| 18 | Walter Roscoe Stubbs (R)       | 1909–1913 |                               |           |
| 19 | George Hartshorn Hodges (D)    | 1913–1915 |                               |           |
| 20 | Arthur Capper (R)              | 1915–1919 |                               |           |
| 21 | Henry Justin Allen (R)         | 1919–1923 |                               |           |
| 22 | Jonathan M. Davis (D)          | 1923–1925 |                               |           |
| 23 | Ben S. Paulen (R)              | 1925–1929 |                               |           |
| 24 | Clyde M. Reed (R)              | 1929–1931 |                               |           |
| 25 | Harry H. Woodring (D)          | 1931–1933 |                               |           |
| 26 | Alfred M. Landon (R)           | 1933–1937 |                               |           |
| 27 | Walter A. Huxman (D)           | 1937–1939 |                               |           |
| 28 | Payne Ratner (R)               | 1939–1943 |                               |           |
| 29 | Andrew F. Schoeppel (R)        | 1943–1947 |                               |           |
| 30 | Frank Carlson (R)              | 1947–1950 |                               |           |
| 31 | Frank L. Hagaman (R)           | 1950–1951 |                               |           |
| 32 | Edward F. Arn (R)              | 1951–1955 |                               |           |
| 33 | Fred Hall (R)                  | 1955–1957 |                               |           |
| 34 | John McCuish (R)               | 1957–1957 |                               |           |
| 35 | George Docking (D)             | 1957–1961 |                               |           |
| 36 | John Anderson mlajši (R)       | 1961–1965 |                               |           |
| 37 | William H. Avery (R)           | 1965–1967 |                               |           |
| 38 | Robert Docking (D)             | 1967–1975 |                               |           |
| 39 | Robert Frederick Bennett (R)   | 1975–1979 |                               |           |
| 40 | John W. Carlin (D)             | 1979–1987 |                               |           |
| 41 | Mike Hayden (R)                | 1987–1991 |                               |           |
| 42 | Joan Finney (D)                | 1991–1995 |                               |           |
| 43 | Bill Graves (R)                | 1995–2003 |                               |           |
| 44 | Kathleen Sebelius (D)          | 2003–     | John E. Moore                 |           |

## Abecedni seznam guvernerjev

### Teritorij
- Denver, James W.
- Geary, John White
- Medary, Samuel
- Reeder, Andrew Horatio
- Shannon, Wilson
- Walker, Robert J.

### V.d. guvernerja Teritorija
- Beebe, George Monroe
- Stanton, Frederick Perry
- Walsh, Hugh Sleight
- Woodson, Daniel

### Guvernerji države
- Allen, Henry Justin (R), 1919–1923
- Anderson, John mlajši (R), 1961–1965
- Anthony, George Tobey (R), 1877–1879
- Arn, Edward F. (R), 1951–1955
- Avery, William H. (R), 1965–1967
- Bailey, Willis Joshua (R), 1903–1905
- Bennett, Robert Frederick (R), 1975–1979
- Capper, Arthur (R), 1915–1919
- Carlin, John W. (D), 1979–1987
- Carlson, Frank (R), 1947–1950
- Carney, Thomas (R), 1863–1865
- Crawford, Samuel Johnson (R), 1865–1868
- Davis, Jonathan M. (D), 1923–1925
- Docking:
George (D), 1957–1961
Robert (D), 1967–1975
- Finney, Joan (D), 1991–1995
- Glick, George Washington (D), 1883–1885
- Graves, Bill (R), 1995–2003
- Green, Nehemiah (R), 1868–1869
- Hagaman, Frank L. (R), 1950–1951
- Hall, Fred (R), 1955–1957
- Harvey, James Madison (R), 1869–1873
- Hayden, Mike (R), 1987–1991
- Hoch, Edward Wallis (R), 1905–1909
- Hodges, George Hartshorn (D), 1913–1915
- Humphrey, Lyman Underwood (R), 1889–1893
- Huxman, Walter A. (D), 1937–1939
- Landon, Alfred M. (R), 1933–1937
- Leedy, John W. (P), 1897–1899
- Lewelling, Lorenzo D. (P), 1893–1895
- Martin, John Alexander (R), 1885–1889
- McCuish, John (R), 1957–1957
- Morrill, Edmund Needham (R), 1895–1897
- Osborn, Thomas Andrew (R), 1873–1877
- Paulen, Ben S. (R), 1925–1929
- Ratner, Payne (R), 1939–1943
- Reed, Clyde M. (R), 1929–1931
- Robinson, Charles (R), 1861–1863
- St. John, John Pierce (R), 1879–1883
- Schoeppel, Andrew F. (R), 1943–1947
- Sebelius, Kathleen (D), 2003–present
- Stanley, William Eugene (R), 1899–1903
- Stubbs, Walter Roscoe (R), 1909–1913
- Woodring, Harry H. (D), 1931–1933